# Perubrokstjärt
Perubrokstjärt (Phlogophilus harterti) är en fågel i familjen kolibrier.

## Utbredning
Fågeln förekommer i centrala och sydöstra Peru (Huánuco, Pasco, Puno och Cusco). Den behandlas som monotypisk, det vill säga att den inte delas in i några underarter.

## Status
Arten har ett stort utbredningsområde och beståndet anses vara stabilt. Internationella naturvårdsunionen IUCN listar den därför som livskraftig (LC).

## Namn
Fågelns vetenskapliga namn är en hyllning till den tyska samlaren och ornitologen Ernst Hartert (1859-1933).